# Dmitrij Niestierow
Dmitrij Jewgienijewicz Niestierow, ros. Дмитрий Евгеньевич Нестеров (ur. 21 maja 1996) − rosyjski bokser kategorii średniej, młodzieżowy wicemistrz igrzysk olimpijskich oraz złoty medalista młodzieżowych mistrzostw świata z 2014 roku.

## Kariera amatorska
W kwietniu 2014 był uczestnikiem młodzieżowych mistrzostw świata w Sofii. W walce o finał zmierzył się z Uzbekiem Kozimbekiem Mardonovem. Wygrał z nim wyraźnie na punkty. W finale pokonał reprezentanta Chorwacji Lukę Planticia, zdobywając złoty medal w kategorii średniej. W sierpniu 2014 został młodzieżowym wicemistrzem olimpijskim w kategorii średniej. W finale przegrał na punkty z reprezentantem Ukrainy Ramilem Hadżijewem.